# Figuren aus Die drei ???
Dies ist eine Liste der Figuren aus der Jugendbuchreihe Die drei ???. In eckigen Klammern steht der Autor der Figur. Ist keiner genannt, wurde sie von Urheber Robert Arthur erfunden.

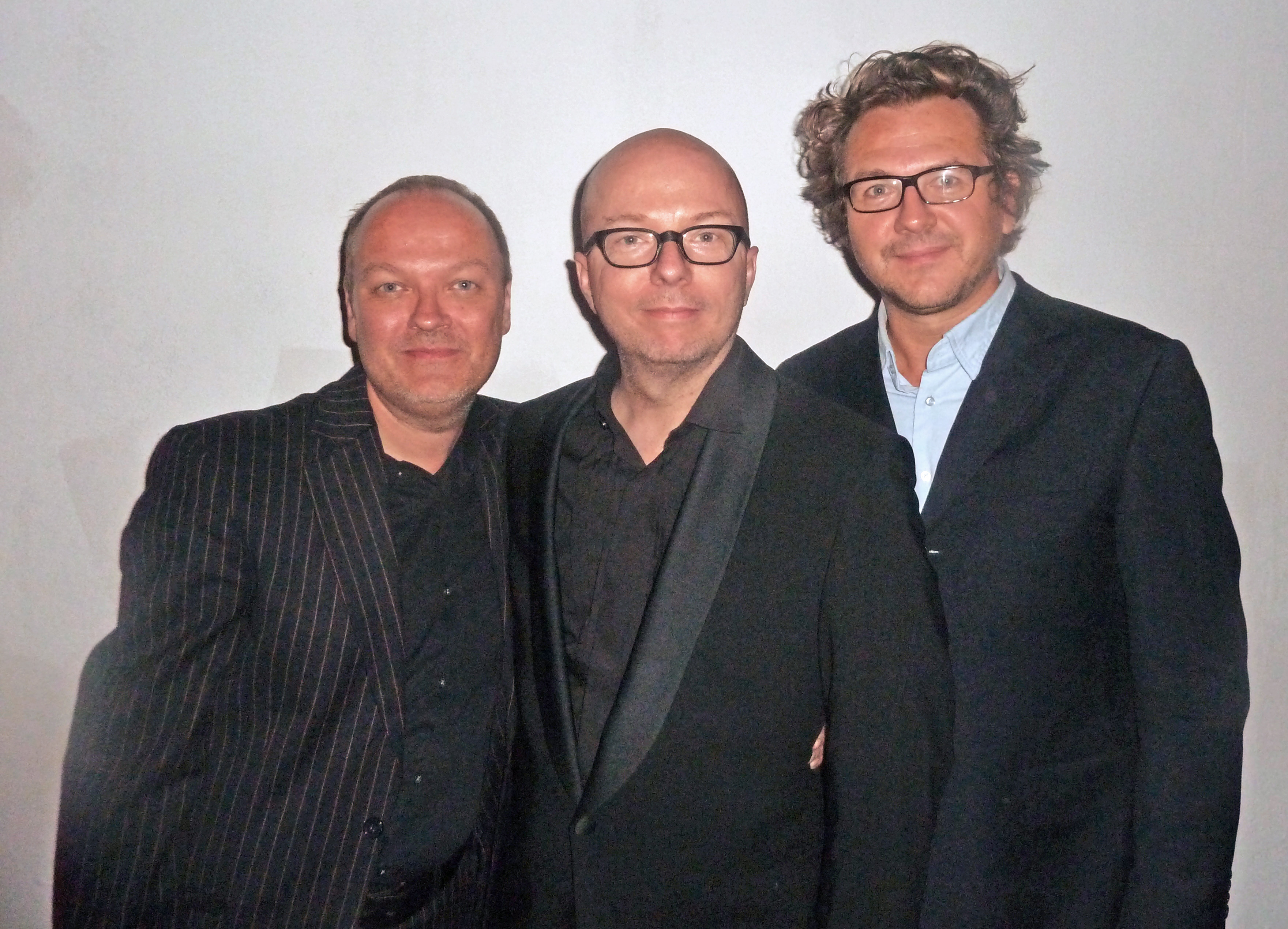
Die Sprecher der drei Detektive: Jens Wawrczeck (links), Oliver Rohrbeck (Mitte), Andreas Fröhlich (rechts)

## Hauptfiguren
Die drei ??? sind ein ursprünglich aus einem Denksportclub hervorgegangenes Junior-Detektivteam, das in Rocky Beach beheimatet ist. In den Originalfolgen sind die drei Detektive etwa 12 bis 13 Jahre alt. Ab Folge 46 sind sie 16 Jahre alt und können Auto fahren.   
Die Detektive sind:  

### Justus Jupiter „Just“ Jonas

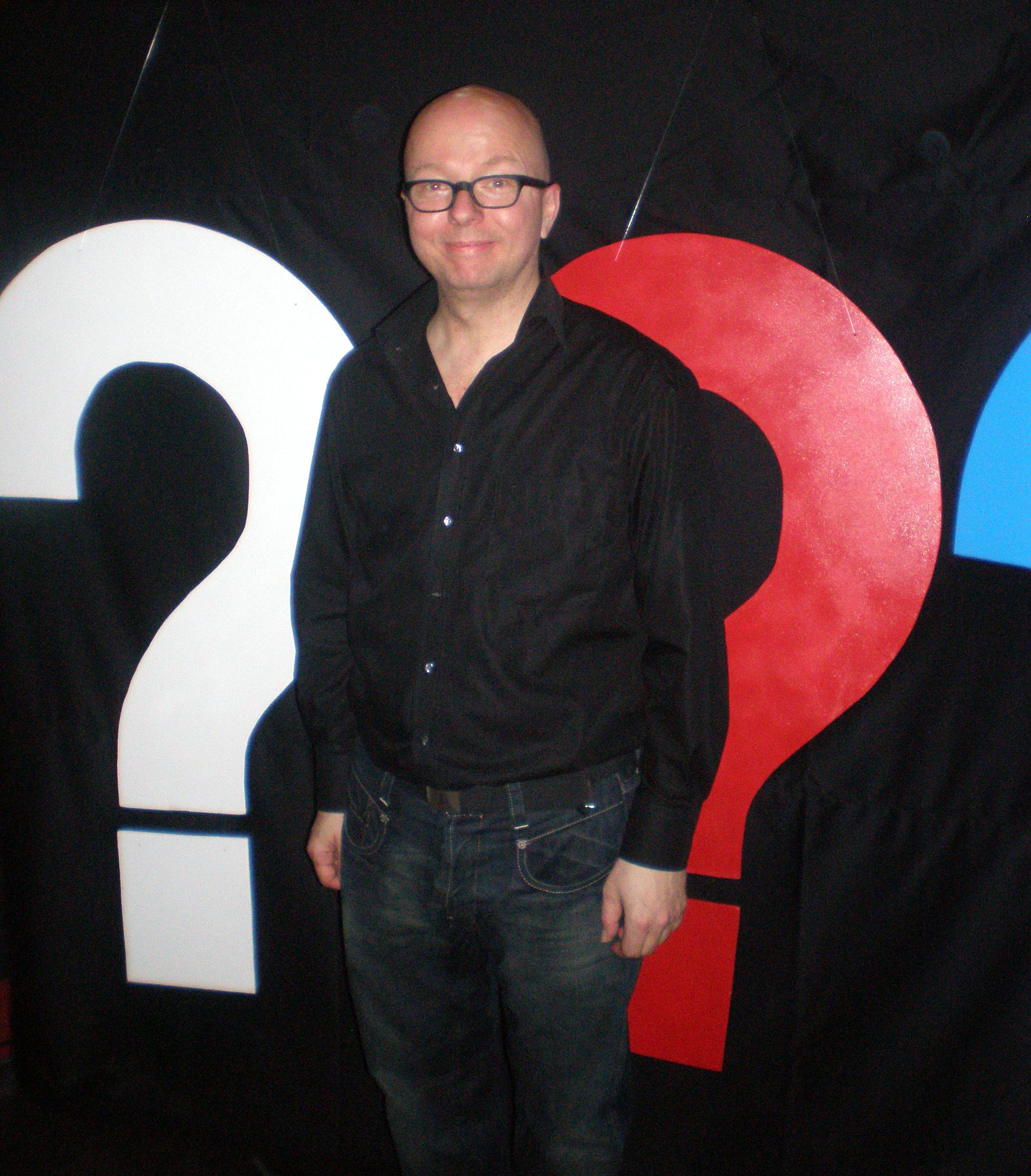
Oliver Rohrbeck spricht Justus Jonas

(im Original Jupiter „Jupe“ Jones, Erster Detektiv – im deutschen Hörspiel gesprochen von Oliver Rohrbeck)
Justus ist der Gründer des Detektivbüros, das seinen Hauptsitz in einem alten Wohnwagen auf dem Schrottplatz seines Onkels hat. Die sogenannte „Zentrale“ ist mit einem Computer, einem Telefon und einem Fotolabor ausgestattet. Zum Schutz vor neugierigen Blicken ist sie in den Folgen 1–41 sowie seit Folge 125 unter Gerümpel verborgen und nur durch Geheimgänge erreichbar.
Justus ist ein pummeliger Junge mit genialem Verstand. Nicht selten ärgert er seine Detektivkollegen und vor allem die überführten Verbrecher mit seiner geschwollenen Art zu reden, seiner Vorliebe, Geistesblitze bis zur Ausführung für sich zu behalten und Vorträge zu halten. Er verabscheut körperliche Bewegung, jegliche Art von Gewalt und leidet unter Höhenangst. Seine Eltern Julius und Catherine starben, als er noch ein kleines Kind war. Seitdem lebt er bei seinem Onkel Titus und seiner Tante Mathilda, die das Gebrauchtwarencenter Titus Jonas in Rocky Beach betreiben. Als Kind war er Star der Fernsehserie Wee Rogues (meist als Die kleinen Strolche übersetzt). Darin spielte er einen altklugen, dicklichen Jungen namens Baby Fatso, was ihm heute ein wenig peinlich ist.
In den meisten Folgen wird Justus unweigerlich zur Hauptperson. Die Verbrecher scheinen schnell zu merken, dass er ein genialer Kopf ist. Meisterdieb Victor Hugenay bittet Justus mehrmals, mit ihm zusammenzuarbeiten. Er kommt dieser Bitte jedoch nur einmal nach – in der Folge … und der seltsame Wecker. In Botschaft aus der Unterwelt wird Justus vor die Wahl gestellt, wer sein besserer Freund sei – Bob oder Peter. Justus entscheidet sich nach langem Zögern für Peter und begründet seine Entscheidung damit, dass Peter ihm schon so oft das Leben gerettet hat.
Justus hat neben seinem häufig vorlauten Auftreten auch andere charakterliche Seiten, die in einigen Folgen besonders deutlich werden: In Das leere Grab handelt er das erste Mal nicht auf eine lang durchdachte Weise, sondern ungewohnt vorschnell. In Das Erbe des Meisterdiebs ist er verliebt und will dafür sogar einen Diebstahl begehen. In Botschaft aus der Unterwelt wird er mit der Angst konfrontiert, in ein Zeugenschutzprogramm aufgenommen zu werden.
In den älteren Folgen wurden die Geschichten vor allem aus der Sicht von Bob und Peter erzählt – ähnlich wie bei Meisterdetektiv Sherlock Holmes ließ man die ahnungslosen Gefährten beschreiben, wie sie das Genie beobachteten, aber nicht wussten, worüber dieses nachdachte. Vor allem in den ersten Folgen wird Justus mit Sherlock Holmes verglichen und die Thematik in Botschaft aus der Unterwelt noch einmal besonders aufgegriffen. In neueren Folgen werden jedoch häufiger Justus’ Gedanken beschrieben und tendenziell weniger Gebrauch von Vergleichen gemacht. In Das leere Grab findet erstmals sein zweiter Vorname Jupiter Erwähnung. Dieser ist eine Anspielung auf seinen Namen Jupiter Jones in der Originalserie.
Justus Freundin Lys de Kerk ist eine ehemalige Hollywood-Schauspielerin, die ein Studium begonnen hat. In Der geheime Schlüssel trennen sie sich wieder, nachdem Lys als Figur schon lange nicht mehr vorgekommen war. Seit Der Biss der Bestie besitzt Justus ein Motorrad, das er allerdings verstecken muss, da Tante Mathilda ihm das Fahren verbietet.

### Peter Dunstan Shaw

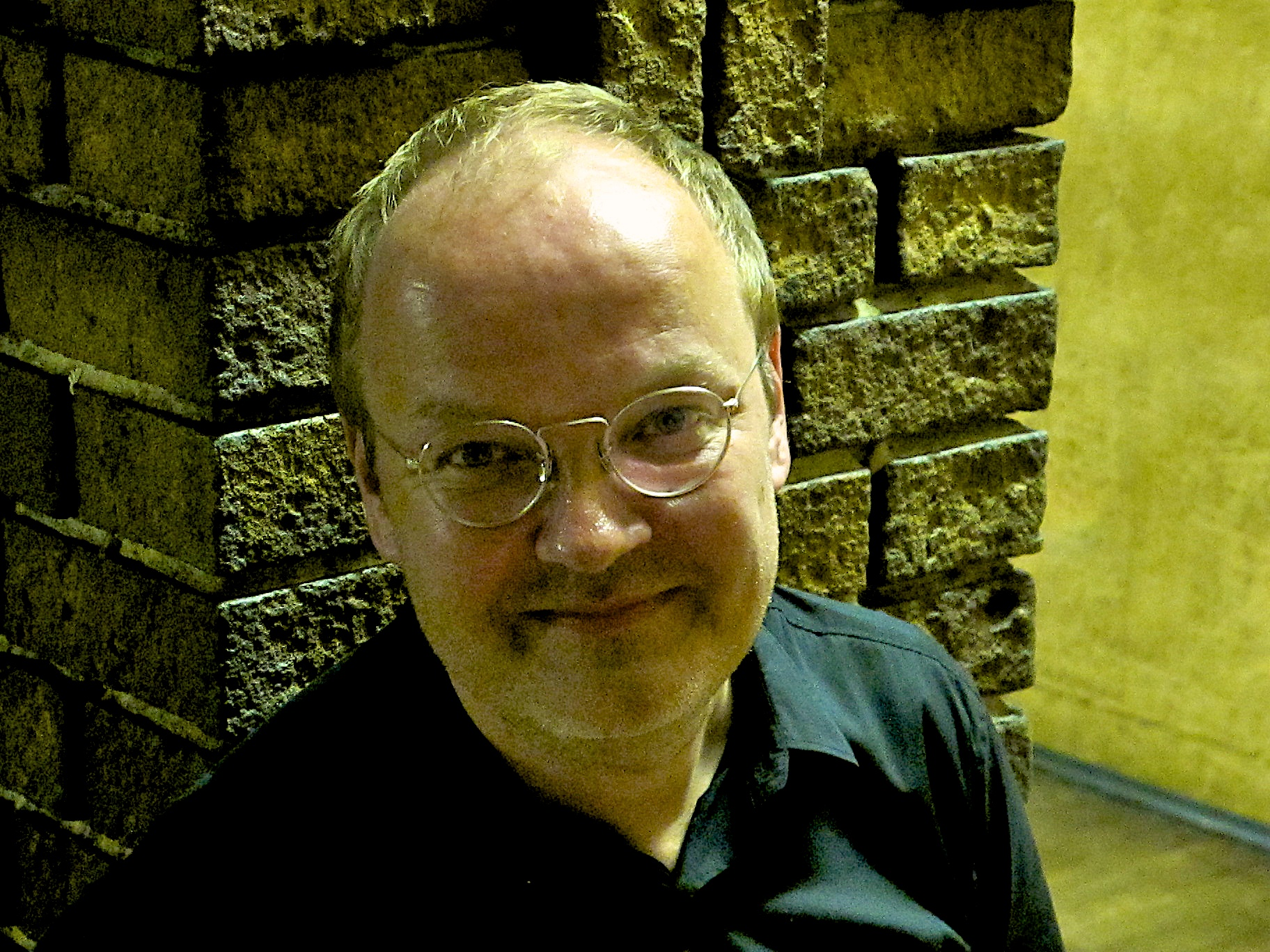
Jens Wawrczeck spricht Peter Shaw

(im Original Peter „Pete“ Crenshaw, Zweiter Detektiv – im deutschen Hörspiel gesprochen von Jens Wawrczeck)
Peter ist der größte und kräftigste der drei Detektive. Er ist ein Sport-Ass. Deshalb ist es seine Aufgabe, die Verfolgung von fliehenden Verbrechern aufzunehmen – ob zu Fuß oder auf dem Fahrrad. Trotz seines Körperbaus ist der zweite Detektiv der ängstlichste von allen. Er sieht seine Vorsicht aber als notwendig an, um den gefährlichen Abenteuern unversehrt zu entkommen. In prekären Situationen ist Peter nicht selten der mutigste der drei; so klettert er zum Beispiel in Der geheime Schlüssel eine verrostete Leiter an einem baufälligen Gebäude hoch und in Die geheime Treppe eine Felswand. Im Verschwundenen Schatz erklärt er sich bereit, zur Rettung Justus’ eine 25 Meter hohe Wand nur mit Hilfe eines dünnen Nylonseiles zu überwinden – nach unten. Außerdem ist er der einzige der drei, der an Geister glaubt.
Peter ist der aufbrausendste der drei Detektive. Gegenüber Skinny Norris und anderen Gegnern verspürt Peter tiefen Hass. Wird er von anderen Menschen geärgert oder bedroht, hegt er manchmal Rachegedanken. In neueren Folgen wird Peter zunehmend als leicht begriffsstutzig dargestellt. Seit der Folge Geisterbucht führt er ein Fremdwörterbuch, in das er alle komplizierten Begriffe einträgt, die Justus verwendet.
In der Folge Sinfonie der Angst wird bekannt, dass Peter Synästhetiker ist. Er verknüpft also Farben mit Buchstaben, Tönen und Zahlen. Dadurch kann er als Einziger eine Abfrage zum Eintritt in ein abgesichertes Gebäude überwinden, sinngemäß: „Nach welcher Farbe klingt dieser Ton?“
Er ist stolzer Besitzer einer Dietrich-Sammlung, der noch kaum eine Tür verschlossen geblieben ist. Außerdem repariert er in einigen Folgen Autos und ist der erste der drei Detektive mit einem eigenen Wagen, einem nicht immer zuverlässigen roten MG. In den älteren Folgen besitzt er zeitweise andere Autos.
In Gefahr im Verzug erfährt man, dass Peter mit zweitem Namen Dunstan heißt.
Er hat auch eine Freundin, ihr Name ist Kelly Madigan. In dem 2007 erschienenen Computerspiel Das Gold der Inkas wird die Verlobung der beiden bekanntgegeben, in den Büchern und Hörspielen wird dies jedoch nicht aufgegriffen.

### Robert „Bob“ Andrews
(Recherchen und Archiv – im deutschen Hörspiel gesprochen von Andreas Fröhlich)

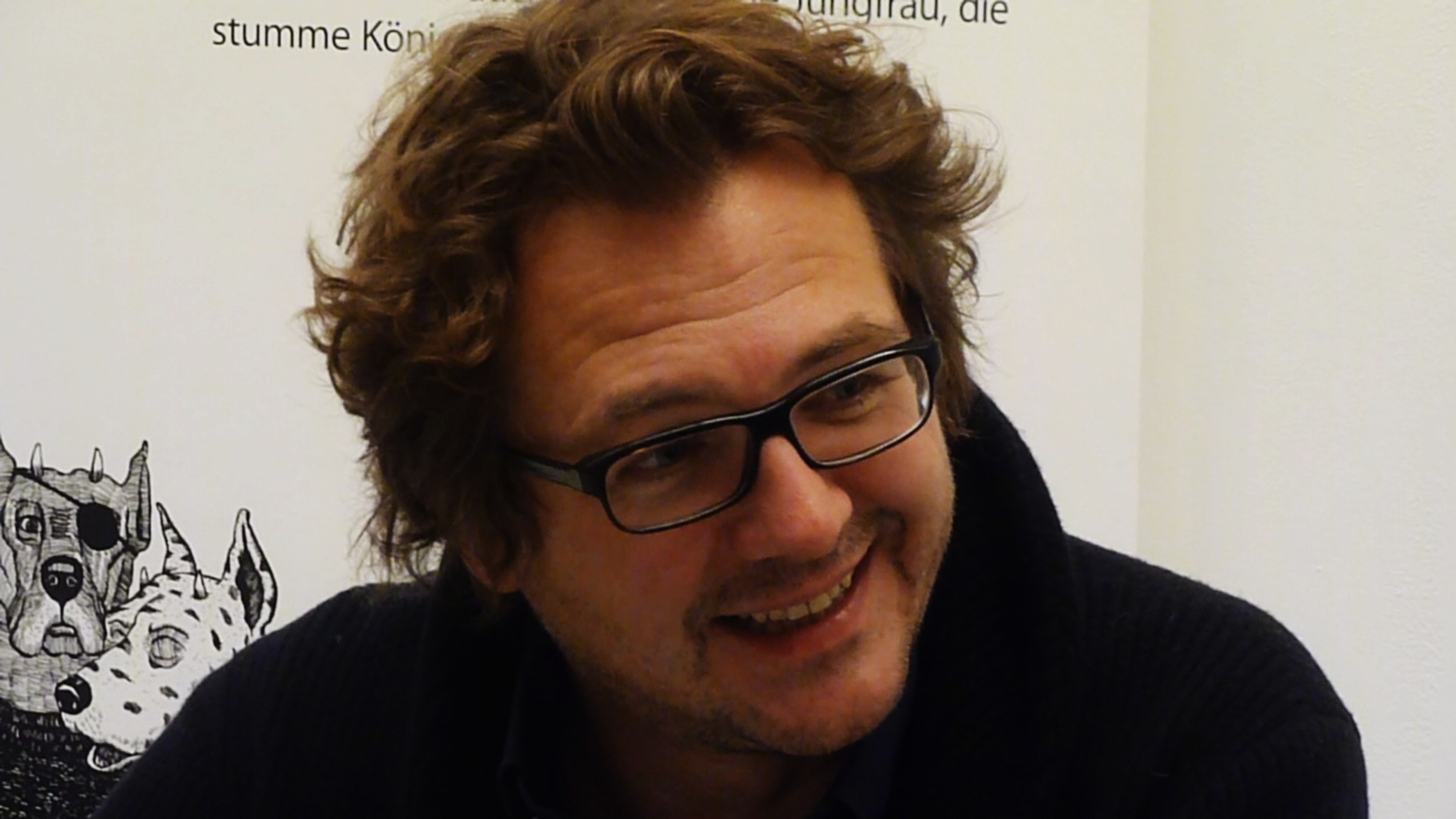
Andreas Fröhlich spricht Bob Andrews

Bob ist bei der Gründung der drei Fragezeichen in der englischen Pilotfolge The secret of terror castle durch einen Beinbruch eingeschränkt, daher fällt ihm ursprünglich die Aufgabe Recherchen und Archiv zu. Seinen Interessen kommt dies sehr entgegen, denn er ist ein leidenschaftlicher Bücherwurm und arbeitet in den früheren Folgen der Serie nachmittags oft in der lokalen Bücherei. Zu Beginn ist Bob der kleinste der drei Detektive und trägt eine Brille. Keine Information entgeht seiner gewissenhaften Suche in Bibliotheken und Zeitungsarchiven. Darüber hinaus fotografiert er gerne und entwickelt die Fotos in der Dunkelkammer der Zentrale. Für ihre Detektivarbeit ziehen die drei Fragezeichen daraus erheblichen Nutzen. In späteren Folgen sind die Detektive im Besitz einer Digitalkamera. Bobs Vater ist Reporter bei der Los Angeles Post, häufig sind dessen Kontakte für die drei Fragezeichen hilfreich.
In den Crimebusters Folgen, in denen die drei Fragezeichen älter werden, vollzieht Bob eine kleine Wandlung: Sein Interesse an Büchern lässt nach, seine Vorliebe für Musik hingegen wächst. Er ersetzt seine Brille durch Kontaktlinsen und entwickelt sich zu einem Frauenheld. Seine Tätigkeit in der Musikagentur Sax Sandler schränkt seine Zeit für die Ermittlungen zunehmend ein. Seit Folge 57 wird auf diese Aspekte jedoch nur noch in entscheidenden Situationen Wert gelegt.
Bob ist von ruhiger, zurückhaltender Natur. Er ist humorvoll, schlagfertig und verliert nur selten die Fassung. Während der Auseinandersetzungen zwischen Justus und Peter tritt Bob in der Regel als Streitschlichter auf. Da er wenig spricht, rückt er in einigen Folgen in den Hintergrund. Größere Rollen spielt er unter anderem in Musik des Teufels oder Der namenlose Gegner. In Spur ins Nichts muss er seine gefangenen Freunde befreien und in … und der Nebelberg führt er ein Reisetagebuch, durch das seine Gefühle auf eine ganz andere Weise deutlich werden.
Bob heißt mit vollem Namen Robert, doch nur seine Eltern nennen ihn so. Auf der Visitenkarte steht ebenfalls Bob Andrews. Seine Freundin heißt Elizabeth Zapata, von der er sich allerdings wieder getrennt hat. Er fährt einen alten gelben VW-Käfer.
Der amerikanische Autor William Arden sagte in einem Interview, dass Bob höchstwahrscheinlich der Detektiv war, mit dem sich Robert Arthur am meisten identifiziert habe. Beide tragen ähnliche Namen mit identischen Initialen (Robert Arthur ↔ Robert Andrews). Zudem ist Bob der erste Detektiv, den man als Leser in der Auftaktfolge … und das Gespensterschloss kennenlernt. Auch hat Robert Arthur seinen Sohn Robert Andrew genannt.
In der Folge Die Rache des Untoten (179) erfährt man außerdem, dass Bob Linkshänder ist.
Als er sich bei einer Suche an seinem rechten Unterarm verletzt und Justus ihn verbinden will, bittet Bob ihn, seine Armbanduhr abzunehmen, damit Justus den Arm besser desinfizieren kann.

### Alfred Hitchcock † (bis Folge 46)
(im Hörspiel gesprochen von Peter Pasetti (bis Folge 46), danach weiter als Erzähler (bis Folge 64), dann von Matthias Fuchs (Folgen 65–103), von Thomas Fritsch (Folgen 104–186) und von Axel Milberg (ab Folge 187))
Bis zu der Folge … und der schrullige Millionär nimmt auch Alfred Hitchcock als Handlungsperson teil. Er beauftragt die drei Detektive mit neuen Fällen oder steht ihnen mit Rat und Tat zur Seite. Im ersten Buch (… und das Gespensterschloss) versuchen die drei Detektive, Alfred Hitchcock als „Paten“ für ihr Unternehmen zu gewinnen. Mit vielen Tricks gelingt es Justus schließlich, den Hollywood-Regisseur zu überzeugen, und die drei Freunde erhalten von ihm den ersten Auftrag: das Auffinden eines Gespensterschlosses als Drehort für ein Filmprojekt.
Die Bücher der früheren Folgen beginnen mit einem Vorwort Alfred Hitchcocks und enden mit einem epilogartigen Rapport der drei Detektive im Büro des Filmregisseurs. Im Universum der drei Fragezeichen ist Hitchcock derjenige, der die Fallberichte Bobs als Bücher veröffentlicht. Die deutsche Buchausgabe der ersten Folgenreihe enthält im Unterschied zum Original darüber hinaus lauter Zwischenbemerkungen, mit denen der fiktive Hitchcock die Erzählung der Handlung unterbricht und dem Leser Denkanstöße gibt. In den Hörspielen nimmt er in den frühen Folgen die Erzählerposition ein (gesprochen von Peter Pasetti), zusätzlich zu seinen gelegentlichen Auftritten in der unmittelbaren Handlung. In den späteren Hörspiel-Folgen tritt nur noch ein Erzähler auf, der allerdings nicht mehr die Figur Alfred Hitchcocks repräsentiert.
Nach dem Tode Hitchcocks erschien mit der Folge … und das Narbengesicht die erste Folge ohne ihn. In der Folge selber hieß es, Hitchcock sei verstorben, und der Schriftsteller Albert Hitfield veröffentlichte die Fälle von nun an. Nach Erteilung der Lizenz zur Nutzung des Namens Hitchcock in Deutschland wurde die erste Auflage überarbeitet. Zwar blieb Hitfield in der zweiten Auflage als Figur bestehen, doch wurde Hitchcock auf gewohnte Weise erwähnt und die Anmerkungen zu seinem Tod gestrichen. Als 2005 die Lizenz auslief, wurde Hitchcock in den Neuauflagen durch den fiktiven Regisseur Albert Hitfield ersetzt. Da bei den drei Fragezeichen aber bereits eine Person mit diesem Namen existierte, nämlich der oben genannte Schriftsteller, führte dies bei der Neuauflage des Narbengesichts von Omnibus zu einem schweren Fehler: Der Schriftsteller und der gleichnamige Filmregisseur tauchten in derselben Geschichte auf. In Auf tödlichem Kurs wird Hitchcock endgültig für tot erklärt.
Hitchcock selbst wurde als manchmal zorniger alter Mann dargestellt, der sich zwar ruhig, sachlich und interessiert mit den drei Fragezeichen über ihre Fälle unterhielt und diese auch niederschrieb, aber bei falschen Kommentaren der Detektive schnell wütend wurde. Benötigten sie seine Hilfe, reagierte er jedoch hilfsbereit.

#### Albert Hitfield
(im Original: Hector Sebastian – im Hörspiel gesprochen von Manfred Steffen, und in der Sonderfolge House of Horrors – Haus der Angst von Volker Bogdan) Random House / M.V. Carey
Albert Hitfield ist ein Schriftsteller und ehemaliger Privatdetektiv aus New York. Bei einem Flugzeugabsturz wurde er schwer verletzt, sodass er seine Ermittlertätigkeit aufgeben musste. Seitdem humpelt er und ist auf einen Gehstock angewiesen. Die drei ??? lernen ihn in … und das Narbengesicht kennen, als Justus ihm seine Brieftasche zurückbringt, die Bob gefunden hatte. Durch seine schriftstellerischen Erfolge konnte er Charlies Place, ein ehemaliges Restaurant in den Bergen von Malibu, kaufen. Sein Buch Dunkles Vermächtnis wurde sogar verfilmt. Nach dem Tode Hitchcocks ist Hitfield ab dieser Folge im amerikanischen Original Freund und Mentor der drei Detektive. In Deutschland gab es diese Änderung nur in einer Auflage des Narbengesichts. Danach wurde die Lizenz für den Gebrauch von Hitchcocks Namen in Deutschland wiedererlangt, sodass Hitchcock auch in den sich anschließenden Folgen der Mentor der drei ??? ist. Seit 2005 werden Neuauflagen von Fällen mit Hitchcock durch Albert Hitfield ersetzt (siehe auch Alfred Hitchcock). In … und die Perlenvögel benötigen die drei ??? jedoch zur Auflösung ihres Falls die Hilfe von Hitfields Hausdiener Hoang Van Don (gesprochen von Volker Brandt) und besuchen ihn in der deutschen Übersetzung auch ein zweites Mal. In der Folge Das leere Grab ruft er Justus an, um ihn mitzuteilen, dass seine Eltern unter Umständen noch leben könnten.
Die 2013 erschienen Fälle Das kalte Auge, Der Tornadojäger und Das Grab der Inka-Mumie wurden wieder mit Fingerzeige sowie einem Vor- und Nachwort Hitfields herausgebracht. Im Vorwort erklärt Hitfield, dass er in seinem Chaos Dokumente alter Fälle der drei ??? wiedergefunden hat, die er unbedingt publizieren wollte.

## Nebenfiguren
Einige Figuren treten in Nebenrollen wiederholt in Erscheinung:

### Polizisten

#### Hauptkommissar Samuel Reynolds

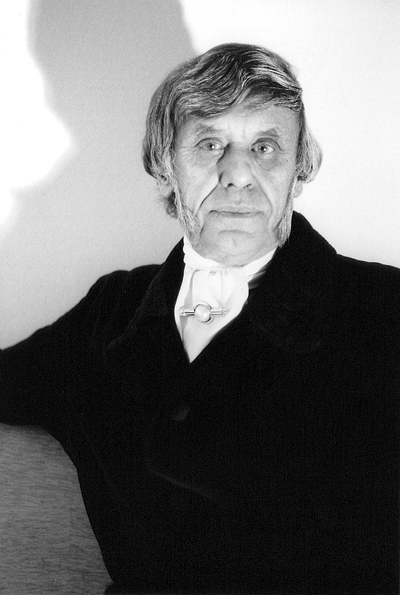
Horst Frank spricht Kommissar Reynolds

(im Original: Chief Reynolds – im Hörspiel bis Folge 36 gesprochen von Horst Frank, in Folge 37 und 40 von Günther Flesch, ab Folge 43 von Wolfgang Draeger)
Hauptkommissar Reynolds hilft den drei Fragezeichen immer wieder in verzwickten Situationen weiter oder wird von Justus mit der unglaublichen Lösung eines rätselhaften Falls überrascht. Das Verhältnis zum Hauptkommissar ist immer sehr freundschaftlich, obwohl dieser das riskante Verhalten der drei Fragezeichen teilweise kritisiert. Reynolds wird in den Hörspielen zu Beginn von Horst Frank gesprochen. Nachdem er in der frühen Phase der deutschen Folgen durch Inspektor Cotta ersetzt wird, tritt er in jüngeren Folgen deutscher Autoren hin und wieder in Erscheinung. Inzwischen ist er pensioniert, mit den drei Detektiven aber nach wie vor eng befreundet. In Auf tödlichem Kurs beschließt Kommissar Reynolds, die Dokumentation der Drei-???-Geschichten nach dem Tode Hitchcocks wieder aufzunehmen. Außerdem treffen sie ihn in Wolfsgesicht. In dieser Folge wird bekanntgegeben, dass er bei seiner Pensionierung den Drei ??? einen Glasbären schenkte. In Botschaft aus der Unterwelt stellt er für die drei Fragezeichen verdeckte Ermittlungen an. In Straße des Grauens wird er von einem britischen Unterweltboss entführt.

#### Inspektor Cotta
(im Hörspiel gesprochen von Holger Mahlich (in Folge 57 von Michael Poelchau, in Folge 61 und 62 von Willem Fricke)) {Brigitte-Johanna Henkel-Waidhofer auf der Grundlage von Sergeant Cota (Folge 49 & 56) William Arden}
Inspektor Cotta fungiert nach der Pensionierung von Kommissar Reynolds als Ansprechpartner für die drei Fragezeichen bei der örtlichen Polizei. Er verhält sich überwiegend gelassen und hilfsbereit, neigt in seinen Aussagen jedoch zu Sarkasmus. Nicht selten rettet er gegen Ende einer Episode durch sein Eingreifen die drei Detektive aus einer für sie brenzligen Situation; in neueren Folgen, die zuweilen von einer höheren Dramatik gekennzeichnet sind, bewahrt er sie sogar vor dem sicheren Tod, darunter in Der Mann ohne Kopf. Gelegentlich wendet sich der Inspektor auch gegen die Bearbeitung eines Falles durch die drei Detektive, insbesondere vor dem Hintergrund der aus seiner Sicht zu großen Gefahren. Seine Beförderung vor Augen, reagiert Cotta in Feuermond sehr unwirsch auf die Bemühungen der drei Fragezeichen.

#### Inspektor Kershaw
(im Hörspiel gesprochen von Frank Felicetti) André Marx
Inspektor Kershaw ist in den Folgen Poltergeist, Das Auge des Drachen und Geisterbucht die Urlaubsvertretung für Inspektor Cotta. Er kann die drei ??? nicht ausstehen und lehnt eine Zusammenarbeit mit ihnen ab. Er ist der Meinung, die Fälle auch allein lösen zu können und möchte den Ruhm nach der Lösung eines Falles selbst ernten.

#### Kenny Cinelly
(im Hörspiel gesprochen von Bernd Stephan)
Kari Erlhoff
Cinelly ist ein etwas schusseliger Polizist, der sich streng an Regeln hält und den drei Fragezeichen nicht traut. Im Gegensatz zu Kershaw lässt er sich zwar von ihnen überzeugen, gewährt ihnen aber keine Narrenfreiheit wie Cotta. Bisher taucht er in den Folgen Der Biss der Bestie und Botschaft aus der Unterwelt auf.

### Familie und Schrottplatz

#### Mathilda Jonas
(Justus’ Tante – im Hörspiel gesprochen von Karin Lieneweg (in Folge 40 von Ingeborg Kallweit, in Folge 44 von Dorothea Kaiser, in Folge 45 von Ursula Vogel, in den neuen Abmischungen jeweils neu eingesprochen von Karin Lieneweg))
Tante Mathilda führt zusammen mit ihrem Mann das Gebrauchtwarencenter Titus Jonas. Sie ist gutmütig, clever und humorvoll, spannt aber die drei Detektive nur allzu gern für körperlich anstrengende Arbeiten auf dem Schrottplatz ein. Zu ihren Stärken gehört ihr Kirschkuchen, mit dem es ihr oft gelingt, die drei Detektive zur Mithilfe zu bewegen. Außerdem ist sie Kennerin und Liebhaberin von Gruselfilmen. Ihren größten Auftritt hatte sie bisher in Die Villa der Toten, in der sie den drei Fragezeichen bei der Aufklärung ihres Falls – in der Rolle einer von Justus organisierten Geisterbeschwörerin – behilflich ist. Außerdem gibt sie den drei ??? im Fall Dopingmixer den Auftrag, ihrer besten Freundin zu helfen.

#### Titus Andronicus Jonas
(Justus’ Onkel – im Hörspiel bis Folge 169 gesprochen von Andreas E. Beurmann unter dem Pseudonym Hans Meinhardt (in Folge 33 von Peter Kirchberger, in Folge 40 von Gottfried Kramer, in den neuen Abmischungen jeweils neu eingesprochen von Andreas E. Beurmann (ebenfalls als Hans Meinhardt)), in den Folgen 183–214 gesprochen von Rüdiger Schulzki, ab Folge 217 von Erik Schäffler)
Onkel Titus ist ein kleiner Mann mit schwarzem, buschigem Schnurrbart. Er führt zusammen mit seiner Frau das Gebrauchtwarencenter T. Jonas auf dem Schrottplatz, ist allerdings trotzdem oft knapp bei Kasse. Früher arbeitete er als Artist im Zirkus und war Inhaber einer Tankstelle. Er ist der Bruder von Justus’ leiblichem Vater. Titus Jonas ist fast immer freundlich und fröhlich und den drei Detektiven gegenüber zugewandt. Er nimmt zwar auch gerne deren Hilfe in Anspruch, doch nicht so häufig wie seine Frau. Wütend wird er nur in wirklich ernsten Situationen. Unter anderem in den Folgen um den Super-Papagei, das Gespensterschloss und die flammende Spur spricht ihn seine Frau Mathilda mit seinem zweiten Vornamen Andronicus an; im Fluch des Drachen verwendet ein Polizist Titus’ vollen Namen.

#### John William Melvin Roger Andrews
(Bobs Vater – im Hörspiel gesprochen von Joachim Richert (Folge 30), Günter König (Folge 45–81), Roland Becker (Folge 83–84) und Henry König (…und der dreiTag, Folge 149–175, Das Rätsel der Sieben))
Mr. Andrews ist der Vater von Bob. Er arbeitet bei der Los Angeles Post und hilft den drei Fragezeichen gelegentlich mit Informationen aus dem Archiv der Zeitung. Er tritt vor allem in den Folgen …und das Riff der Haie und …und die gefährlichen Fässer auf, in der er mit den drei Detektiven in einem Flugzeug abstürzt, das Geheimnis des Tals der Ahnen entdeckt und getötet werden soll.
Aufgrund vieler verschiedener Autoren bekam er wiederholt wechselnde Vornamen zugewiesen: In …und der grüne Geist wird er Bill genannt (da diese Folge von Erfinder Robert Arthur geschrieben wurde, ist dies sein ursprünglich richtiger Vorname). Später heißt er John, Mel und Roger. Später wird er meist Mel genannt. Erst in Der namenlose Gegner schafft Autorin Kari Erlhoff Klarheit, indem sie ihm den oben genannten Namen gab.
Mr. Andrews ist mit Mrs. Andrews (im Hörspiel gesprochen von Renate Pichler (Folge 45), Carola Lange (Folge 84), Konstanze Ullmer (Folge 149–150, Das Rätsel der Sieben) und Heidrun von Goessel (Folge 201)) verheiratet. Über sie ist nicht viel bekannt, außer dass sie sich für Kunst interessiert, wie man in Feuermond erfährt, und dass sie als Immobilienmaklerin tätig ist (… und die Musikpiraten, Rätsel der Sieben).

#### Patrick und Kenneth O’Ryan
(im Original: Hans und Konrad Schmid – im Hörspiel gesprochen von Wolfgang Kubach (in Folge 31–32 von Joachim Richert, in Folge 225 von Christian Rudolf) und Lutz Mackensy (in Folge 33 von Ingo Maar, in Folge 225 von Till Huster))
Die beiden irischen Brüder Patrick und Kenneth O’Ryan fungieren als rechte Hand von Onkel Titus auf dem Schrottplatz. Sie sind sehr kräftig und kommen den Jungen mehrfach bei unerwünschten Besuchern rettend zur Hilfe. In den neuen Folgen tauchen die beiden nicht mehr auf. Eher beiläufig wird erwähnt, dass sie nach Irland zurückgezogen sind. Im amerikanischen Original stammen die beiden Brüder aus Bayern. In den deutschen Übersetzungen wurden sie aber seit der ersten Folge nach Irland umgesiedelt.

#### „Blacky“ Blackbeard

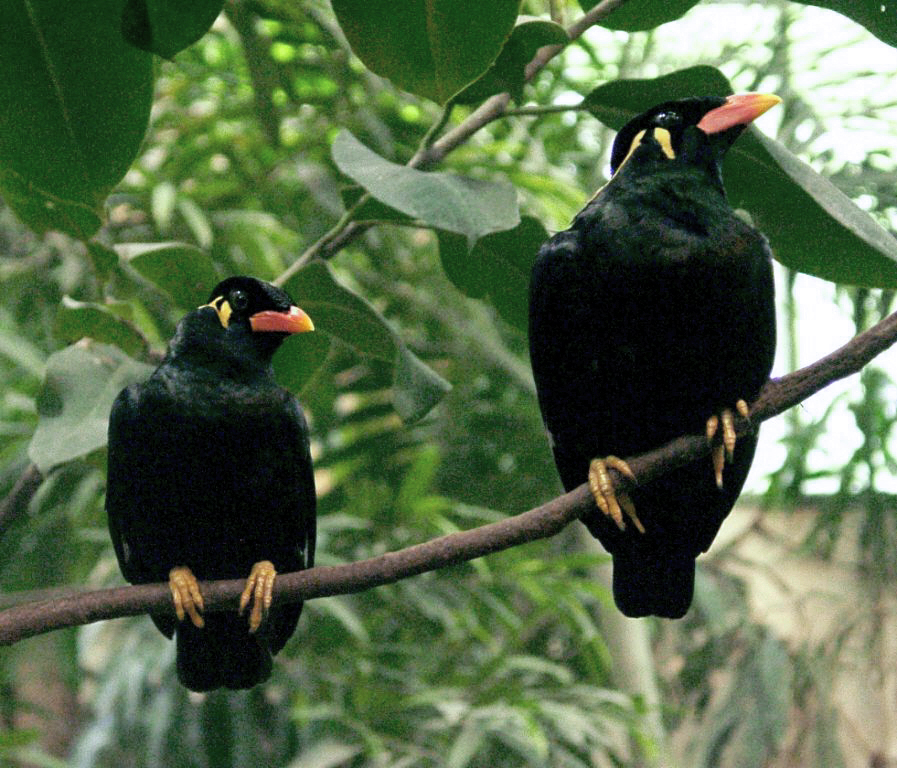
Zwei Beos, denen Blacky angehört

(im Hörspiel gesprochen von Heikedine Körting)
Blackbeard, der in späteren Folgen auch Blacky genannt wird, spielt in der Folge …und der Super-Papagei (erstes Hörspiel und achtes Buch) eine zentrale Rolle. Die drei Jungen bekommen ihn in dieser Folge von einem mexikanischen Jungen geschenkt. Sein Onkel hatte ihn zuvor für 5 Dollar verkauft, er wurde jedoch u. a. ob seiner unflätigen Schimpferei zurückgegeben. Man hört ihn jedoch schon vorher in der Zentrale der Fragezeichen krächzen. Er ist ein Beo (Gracula religiosa) oder auch Mynah (wie in der Serie angesprochen), ein besonders gelehriger Vogel aus der Familie der Stare. Seine „Telefon, Telefon“-Krächzer haben unter den Zuhörern Kultstatus entwickelt. In den Hörspielen wird er von der verantwortlichen Regisseurin Heikedine Körting gesprochen. Im Rahmen der Live-Aufführung …und der Super-Papagei in der Hamburger Color Line Arena aus dem Jahre 2004 übernahm Andreas von der Meden, der sonst Morton und Skinny Norris sprach, die Rolle Blackys.
In den deutschen Büchern tritt Blacky nur in …und der Super-Papagei in Erscheinung, danach wird er nie wieder erwähnt. In den Originalgeschichten wird er außerdem in …und die flüsternde Mumie und …und der Fluch des Rubins genannt. Da diese aber in Deutschland vor dem Super-Papagei erschienen, wurden sie hier durch einen zahmen Raben ersetzt. Erst im 2010 erschienenen DreiTag erscheint er wieder – als Geisel eines Stalkers – und im 2011 erschienenen Kurzgeschichtenband …und die Geisterlampe wird Blacky wieder aufgeführt.

#### Mr. und Mrs. Shaw
(Peters Eltern)
Henry Shaw (im Hörspiel gesprochen von Joachim Richert (Folge 18), Horst Schick (Folge 34), Eberhard Haar (Folge 69 & 91), Rasmus Borowski (…und die Geisterlampe) und Michael Grimm (Folge 219)) ist Peters Vater, der bei einer Firma für Effekte in Filmen arbeitet. In … und die Geisterinsel fahren die drei ??? mit ihm auf die Geisterinsel. Im dazugehörigen Film – Die drei ??? – Das Geheimnis der Geisterinsel ist er ebenfalls dabei.
Mrs. Shaw (im Hörspiel gesprochen von Marianne Kehlau (Folge 21 & 38), Heikedine Körting (Folge 69–182) und Isabella Grothe (… und der DreiTag)) ist Peters Mutter. Über sie ist nur bekannt, dass sie sich für klassische Musik interessiert. Mit diesem Wissen kann sie den drei Detektiven in Folge 75 einen entscheidenden Hinweis geben. Ihr Vater ist der Exzentriker Bennington Peck (gesprochen von Wolfgang Völz), mit dem die drei ??? in … und der unsichtbare Gegner durch die Vereinigten Staaten fahren, und ihn in Geisterbucht erneut treffen. In der Geschichte Insel des Vergessens spielt der Großvater von Peter eine zentrale Rolle.

#### Catherine und Julius Jonas †
André Marx
Catherine und Julius Jonas sind Justus’ verstorbene Eltern, die zwar nie in Erscheinung treten, aber trotzdem häufig Erwähnung finden. Die meisten Informationen über sie erhält man in Das leere Grab. Während es in … und der riskante Ritt heißt, sie seien bei einem Autounfall ums Leben gekommen, wird hier darauf hingewiesen, sie seien bei einem Flugzeugabsturz an der Nordküste Südamerikas verstorben, als Justus fünf Jahre alt war. In dieser Folge erfährt Justus von dem befreundeten Schriftsteller Albert Hitfield, dass dieser in Venezuela ein Ehepaar namens Jonas kennengelernt haben will, das aus einer kleinen Stadt nahe Los Angeles zu stammen behauptete. Dies führt ihn zu dem Verdacht, seine Eltern hätten sich nach Venezuela abgesetzt. Um Nachforschungen anzustellen, reist er dorthin. Seiner Freundin Lys gegenüber vermutet er, seine Eltern seien nach dem Flugzeugabsturz spurlos verschwunden, um ihn und den Rest der Familie loszuwerden. Es stellt sich jedoch heraus, dass es sich bei dem Ehepaar lediglich um Schmuggler handelt, die Diamanten von Venezuela in die USA ausführen. Sie benötigten einen Decknamen und sind nur durch Zufall auf das Ehepaar Jonas gestoßen. Seither geben sie sich für selbiges aus.
Julius Jonas ist der Bruder von Titus Jonas.
Die Ermittlungen von Bob und Peter ergeben, dass Onkel Titus sich in einem Konflikt mit Catherine befunden hat. Er hatte ihr eine beträchtliche Summe Geld geliehen, es aber nie zurückerhalten.

#### Ty Cassey
(im Hörspiel gesprochen von Stefan Brönneke) William Arden
Ty ist Justus’ Vetter. Er tritt in den Folgen … und die Automafia, … und der giftige Gockel, Botschaft aus der Unterwelt und Die blutenden Bilder auf. Ty ist 27 Jahre alt und hat keinen festen Wohnsitz, sondern fährt mit Oldtimern durch Kalifornien. Immer wenn er in Rocky Beach ist, besucht er die drei ???. Er versteht sich besonders gut mit Peter, mit dem er seine Leidenschaft für Autos teilt. Ty verdient sein Geld mit dem Reparieren von Autos.
Ty ist eine Figur aus der amerikanischen Crimebusters-Serie. Danach hat er erst im Sonderband … und die Geisterfrau von Andreas Ruch wieder einen Auftritt. In den Hörspielen beschränken sich seine Auftritte auf … und die Automafia.

### Freunde

#### Morton
(im Original: Worthington, Chauffeur – im Hörspiel gesprochen von Andreas von der Meden und von Michael Prelle in Folge 224 und in Das Dorf der Teufel)
Morton ist der Chauffeur des schwarzen, goldbeschlagenen Rolls-Royce, der den drei Detektiven bei ihren Ermittlungen zur Verfügung steht. Morton arbeitet bei der Autovermietung Gelbert. Ursprünglich steht Morton den drei ??? nur aufgrund eines gewonnenen Preisausschreibens für eine begrenzte Zeit von 30 Tagen zur Verfügung. Die weitere Nutzung des Wagens wird von dem ehemaligen Kunden August aus dem Fall … und der Fluch des Rubins als Dank angeboten (wegen der von der US-Vorlage abweichenden Reihenfolge der deutschen Hörspieladaption wechseln in den ersten Hörspielen jedoch die Gründe). Morton ist immer sachlich und integer und zeigt selten eine Gefühlsregung – betont aber oft, dass ihm die Arbeit mit den drei Detektiven großen Spaß bereitet. Er ist zuverlässig und spielt gern Polo und Schach. Sein teilweise übertrieben höflicher Tonfall ist auf seine englische Abstammung zurückzuführen. Morton hilft den drei ??? unter anderem sogar am Ende von Nacht in Angst, indem er das Fluchtauto mit dem Rolls-Royce blockiert. Der Wagen geht dabei teilweise zu Bruch. In Tödliche Spur ist er jedoch indirekt in kriminelle Machenschaften verwickelt, weil er Diebesgut versteckt hält und wird sogar als tot gemeldet. Er bringt die drei ??? immer dorthin, wo sie aktiv werden wollen. In dem Fall „das leere Grab“ wird Justus Jonas beispielsweise zu Albert Hitfield gefahren, da dieser behauptete, dass er Justus’ vermeintlich gestorbene Eltern in seinem Urlaub gesehen habe.
Andreas von der Meden ist der einzige Sprecher, der seine Rolle auch in einem der Filme, nämlich in Die drei ??? – Das verfluchte Schloss, spricht.

#### Jelena Charkova
(im Hörspiel gesprochen von Alexandra Doerk) André Marx
Jelena ist ein querschnittsgelähmtes, selbstbewusstes Mädchen, das zusammen mit ihrem Vater (Mr. Charkov, gesprochen von Klaus Dittmann) in einer größeren Villa mit Konzertsaal wohnt und leidenschaftlich Geige spielt. Ihre Mutter ist während Jelenas früher Kindheit verstorben. Jelena ist den drei Detektiven in einigen Fällen behilflich. Den Kontakt zu ihnen pflegt sie über Bob, mit dem sie schon vorher befreundet war. Zu Justus ist das Verhältnis jedoch nicht so gut. Da beide intellektuell auf einer Ebene stehen, bleiben Konflikte nicht aus. Justus nimmt Jelena zum Teil nicht ernst oder hält sie für „maßlos arrogant“, da sie ihn im Gegenzug gern „Handlangerarbeiten“ machen lassen würde. Mit ihren scharfen, gerissenen Sprüchen treibt sie ihn des Öfteren in den Wahnsinn. Beide hassen es, miteinander verglichen zu werden. Eine Besonderheit wurde Jelena als Nebenfigur in der Buchfolge 100 zugeschrieben, als eine längere Szene aus ihrer Sicht geschildert wurde, die es in vergleichbarem Maße zuvor noch nicht gegeben hatte.

#### Kelly Madigan
(im Hörspiel gesprochen von Juliane Szalay, und von Kerstin Draeger in Folge 47) Random House/William Arden
Kelly ist Peters Freundin. Sie hat blonde Haare mit knallroten Strähnen. Manchmal ist sie etwas verärgert, dass die drei Detektive sehr selten Zeit für sie haben, doch hilft sie ihnen mehrmals bei ihren Aufträgen. Sie wird in der Folge Poltergeist zur Auftraggeberin der drei ??? und in Der namenlose Gegner liefert sie ihnen einen entscheidenden Hinweis.
In den regulären Hörspielen wird sie seit Verdeckte Fouls grundsätzlich gestrichen, egal wie wichtig sie für den Fall ist. Drehbuchautor André Minninger begründete dies mit der negativen Reaktion der Zuhörer auf die Freundinnen der Detektive. Mittlerweile ist Kelly aber auch die einzige der Freundinnen, die in den Büchern noch vorkommt.

#### Carol Bennett
(im Hörspiel gesprochen von Renate Pichler)
Miss Bennett ist die Leiterin der Stadtbibliothek in Rocky Beach. Sie hilft den drei Detektiven hin und wieder in ihren Fällen, so gibt sie den drei ??? beispielsweise in Schatten über Hollywood einige hilfreiche Hinweise, die zum Lösen des Falls führen. In Spuk im Netz verschwindet sie, woraufhin die drei ??? nach ihr suchen. Zuletzt tauchte sie im Fall … und der dreiTag auf. Außerdem kommt sie in zahlreichen anderen Fällen als Nebenfigur ins Spiel.

#### George Cooper
(im Hörspiel gesprochen von Utz Richter (Folge 125–152) und Hans Peter Korff (ab Folge 200)) Ben Nevis
George Cooper, genannt Rubbish George, ist ein Stadtstreicher in Rocky Beach. Er beobachtet mitunter wichtige Ereignisse und liefert den drei Detektiven wichtige Details, oft gegen Bezahlung. In der Folge SMS aus dem Grab verschwindet er, woraufhin die drei ??? nach Ägypten reisen, um ihn zu suchen. Er tritt außerdem im Jubiläumsfall Feuermond in Erscheinung. Seit Skateboardfieber ist er kein Stadtstreicher mehr und besitzt ein Hausboot. In Feuriges Auge lebt er vorübergehend in einem Schuppen auf einem verlassenen Grundstück, da es ihm im Hafen zu laut ist.

#### Elizabeth Zapata
(im Hörspiel gesprochen von Verena Großer) G.H. Stone (erfunden) / Brigitte-Johanna Henkel-Waidhofer (vertieft)
Elizabeth war Bobs Freundin und tauchte einige Male am Rande auf. Sie wurde allerdings schon lange nicht mehr erwähnt.

#### Lys de Kerk
(im Hörspiel gesprochen von Kerstin Draeger) G.H. Stone (erfunden) / Brigitte-Johanna Henkel-Waidhofer (vertieft)
Lys ist nach der Folge … und der Angriff der Computer-Viren Justus’ Freundin. Sie ist eine 18-jährige Schauspielerin. Justus erteilt Lys ab und zu einige kleine Aufträge. Sie hilft den drei Fragezeichen in der Folge …und der verrückte Maler und vermittelt ihnen einige Fälle. Später zieht sie nach New York, um dort zu studieren, jedoch kehrte sie im Fall Das leere Grab wieder zurück nach Rocky Beach. Da Justus und Lys deshalb keine Zeit mehr miteinander verbringen können, trennen sie sich in Folge 119, nachdem Justus einen Brief von Lys aus New York erhalten hat.
In der bereits 1990 geschriebenen, jedoch erst 2011 veröffentlichten Geschichte High Strung – Unter Hochspannung erfährt man, dass Lys und Justus sich ursprünglich schon nach kurzer Zeit wieder getrennt haben sollten und Lys also nicht als wiederkehrende Figur geplant gewesen war.

#### Lesley Dimple
(im Hörspiel gesprochen von Ann Montenbruck und von Rica Blunck in Folge 115) Katharina Fischer
Lesley Dimple erscheint zum ersten Mal in der Folge … und der rote Rächer als Praktikantin der Buchhandlung Book Smith, welche Opfer eines Brandanschlags wird. Später ist sie eine Festangestellte und hilft den drei Fragezeichen bei ihren Fällen. Sie ist eine Freundin von Bob.

#### Jeffrey Palmer
(im Hörspiel gesprochen von Kim Alexander Frank) Megan & H. William Stine
Jeffrey ist ein Freund Peters, mit dem dieser viel unternimmt, feiern und surfen geht. Zwar wird er in der Handlung häufig erwähnt, tritt jedoch bislang erst in einem Hörspiel (Der Mann ohne Kopf) selbst auf.

#### Allie Jamison
(im Hörspiel gesprochen von Katrin Fröhlich) M.V. Carey
Allie ist ein pferdebegeistertes Mädchen, das in der näheren Umgebung des Gebrauchtwarencenters T. Jonas bei ihren Eltern lebt. Die drei Fragezeichen haben zu ihr ein eher kritisches Verhältnis, was unter anderem daran liegt, dass sie sich selbst als Detektivin sieht und oft versucht, den dreien nachzueifern.
Die drei Detektive lernen Allie Jamison in der Folge … und die singende Schlange kennen.

### Widersacher

#### Victor Hugenay
(im Hörspiel gesprochen von Wolfgang Kubach unter dem Pseudonym Albert Giro und von Hans Irle in Folge 73)
Victor Hugenay ist ein international tätiger und gesuchter Kunstdieb, dem die drei Fragezeichen bei ihren Ermittlungen schon öfter begegnet sind. In … und der Super-Papagei sucht er nach demselben Gemälde wie die Detektive, in … und der seltsame Wecker arbeitet er mit Justus zusammen, um Bob zu retten und versteckte Bilder zu finden, und in Poltergeist lenkt er die Detektive von einem gestohlenen Gemälde ab. Hugenay schafft es dabei jedes Mal, der Polizei zu entkommen. In … das Erbe des Meisterdiebes täuscht er seinen eigenen Tod vor und lässt die Detektive für sich nach versteckten Gemälden suchen. Er wird in Feuermond dank der Detektive festgenommen. Ferner steht er dem ersten Detektiv intellektuell in nichts nach, weshalb er oft wie ein „schwarzes Spiegelbild“ von Justus wirkt. Ebenjenen versucht er auch, auf die dunkle Seite zu ziehen, da er ihn als würdigen Konkurrenten sieht. Im dreiteiligen Jubiläumsband Feuermond wird vieles über Hugenays Vergangenheit aufgedeckt. Sein richtiger Name lautet Ignace Chander Jaccard und er ist der Sohn eines berühmten Künstlers. Hugenay hat durch sein höfliches und friedliches Auftreten einen Ruf als Gentleman unter den Dieben. In den Filmen ,,Die drei ??? Das Geheimnis der Geisterinsel und ,,Die drei ??? Das Verfluchte Schloss taucht er jedoch als skrupelloser Verbrecher auf, der bereit ist, für seinen Erfolg auch den Tod der drei Jungen in Kauf zu nehmen und auch schon Justus’ Eltern auf dem Gewissen hat.

#### Rama Sidri Rhandur
(im Hörspiel gesprochen von Gottfried Kramer (Folge 5) und von Eckart Dux (Folge 200))
Rama Sidri Rhandur ist ein abgesandter des indischen Volkes der Shikaaree, welche nach dem Tempel der Gerechtigkeit suchen, weswegen er drei tätowierte Punkte, die das Symbol der Shikaaree sind, auf der Stirn trägt. In Der Fluch des Rubins taucht er auf und droht den drei ???, sie sollten das Feurige Auge finden, einen wertvollen Edelstein aus dem Tempel der Gerechtigkeit, welcher wie die silberne Hand ein Schatz aus dem Tempel der Gerechtigkeit ist. Als sie ihn gefunden haben, wagt er nicht den Stein zu stehlen, da ein Fluch auf ihm liegt. Er kauft ihn dem „rechtmäßigen“ Besitzer August August für eine große Menge Geld ab und begibt sich zurück nach Indien.
In Band 200 Feuriges Auge erfährt man, dass das Feurige Auge dort nie angekommen ist, sondern einen Autounfall hatte und das Feurige Auge verlor. Da er den Rubin und die silberne Hand nicht zurück zu seinem Volk bringen konnte, wurde er verstoßen und die drei Punkte wurden entfernt. Den verlorenen Stein findet Justus anschließend unter einer Brücke, wo er ihm gestohlen wird. Der Dieb, Gabriel White, will mit dem Stein den Tempel der Gerechtigkeit aufsuchen, um den dort verborgenen Schatz zu finden. Die drei ??? folgen ihm nach Indien. Auf dem Weg zum Tempel muss Bob einen heimischen Diener der Gerechtigkeit, der von White in den Abgrund gestoßen wurde, retten. Aber als er selbst fast stürzt, taucht Rhandur plötzlich auf und rettet sie. Als sie aber am Tempel ankommen, ist er verschwunden. White schafft es, das Versteck des Schatzes herauszufinden. Rama Sidri Rhandur folgt ihm unauffällig, um das Versteck des Schatzes seinem ehemaligen Volk zu offenbaren und hofft, dass er dann wieder aufgenommen wird. Es stellt sich heraus, dass der angebliche Goldschatz nicht existiert, und so laufen White und Rhandur geradewegs auf den Berg ohne Widerkehr zu.

#### Brittany
(im Hörspiel gesprochen von Dorette Hugo) André Marx
Brittany taucht in Das Erbe des Meisterdiebes auf. Sie dient dort indirekt als Werkzeug von Victor Hugenay, der sie beauftragt hat, Justus dazu zu bringen, mehrere verschollene Bilder für ihn zu finden. Zu diesem Zweck erobert sie binnen kürzester Zeit Justus’ Herz. Am Ende des Falles bringt sie Justus durch eine erlogene Geschichte über eine schleichende Krankheit um ein Haar dazu, die Bilder nicht der Polizei zu übergeben und sie stattdessen zu Geld zu machen, um ihre angebliche Krankheit behandeln zu lassen. Ihre Rolle kann zwar aufgedeckt werden, Justus lässt sie jedoch entkommen.
Erneut taucht sie in Feuermond auf, wo sie den drei Fragezeichen als (zunächst) geheime Auftraggeberin dient. Ihr Ziel ist es diesmal, Victor Hugenay zu seiner gerechten Bestrafung zu verhelfen. Obwohl sie nach ihrer Aufdeckung anfangs mit den Detektiven zusammenarbeitet, verrät sie sie auf dem Höhepunkt der Geschichte. Dank der Voraussicht von Justus läuft sie jedoch in eine Falle und kann verhaftet werden.

#### E. Skinner „Skinny“ Norris
(im Hörspiel gesprochen von Andreas von der Meden, von Michael Harck in Folge 180 sowie von Tim Kreuer in Das Grab der Maya)
Skinny ist der „Erzfeind“ der drei Fragezeichen. Er ist einige Jahre älter als die drei Detektive und fühlt sich ihnen deshalb überlegen. Er versucht sie zu ärgern und an der Nase herumzuführen, verspottet sie oder will ihnen in der Ermittlung eines Falles zuvorkommen. Dies gelingt ihm jedoch nur in den seltensten Fällen. Er ist kein Bösewicht im eigentlichen Sinne, sondern eher ein lästiger Konkurrent mit dem Hang zu kleinkriminellen Aktivitäten. Oft wird ihm unterstellt, dass er eifersüchtig auf die drei Fragezeichen sei. Seinen größten Auftritt hat er in der Jubiläumsfolge 100, in der er die drei Fragezeichen anonym zur Hilfe der Auflösung eines Rätsels zwingt und sie so in ihren (bis dahin) größten Fall verwickelt. In dieser Folge arbeitet er sogar kurzzeitig scheinbar mit den drei Fragezeichen zusammen.
Skinny Norris ist die einzige Figur, die im Laufe der Serie eine Wandlung vollzieht. So ist er zu Beginn der Serie lediglich ein nerviger Gleichaltriger, der sich mit seinen Freunden über die drei Fragezeichen lustig machen will, aber nie einen kriminellen Gedanken verfolgt. Ab Folge 100 entwickelt er sich zu einem Verbrecher, der sich dann weiteren Verbrechern anschließt. Später versucht er auf jede Weise an Geld zu gelangen, nachdem ihn seine Eltern aus der Wohnung geworfen haben.
Im Fall Der namenlose Gegner zeigt Norris zum ersten Mal eine Form von Sympathie gegenüber Bob, als er diesem nach seinem Gedächtnisverlust zur Seite steht. Zwar stellt sich gegen Ende des Falles heraus, dass er das unter anderem eines Auftrages wegen tat, aber die Freundschaft, die sich zwischen ihm und Bob entwickelt, ist echt. Deshalb rettet er den dritten Detektiv sogar aus einem einstürzenden Haus. Einige Personen behaupten im Anschluss, er habe diesen Fall genutzt, um das zu gewinnen, was er nie hatte: Freunde.
Im Fall Die flüsternden Puppen ist Skinny Norris als Drogenkurier für einen Drogenboss tätig und soll Drogen von Mexiko in die USA schmuggeln. Da ihm dieser Auftrag zu riskant scheint, täuscht er einen Entführungsfall vor, um die drei ??? nach Mexiko zu locken. Die Drogen versteckte er in den angeblichen Beweisstücken. Anschließend lockt Skinny die drei Detektive wieder zurück in die USA. Justus durchschaut die Falle erst im letzten Moment, verrät Skinny am Ende aber nicht an die Polizei.

#### Dick Perry
(im Hörspiel gesprochen von Ernst Hilbich) Ben Nevis
Dick Perry ist ein Privatdetektiv aus Santa Monica. Er ist ein als unsympathisch gezeichneter, dicklicher Ermittler, der viel von sich hält, aber selten auf legale Weise arbeitet. Er ist mit den drei Fragezeichen verfeindet. In der Folge Gift per E-Mail entführt er einen Freund der drei. In der Folge Geister-Canyon wird er von Mr. O’Sullivan (Auftraggeber der drei Fragezeichen in dieser Folge) beauftragt, Justus, Peter und Bob im Auge zu behalten, damit sie keine Details herausfinden. Er ist dafür berüchtigt, aus Geldmangel alles zu tun. In … und der dreiTag bewirbt er sich im Unterteil Fremder Freund als Ersatz für Peter, wobei er verkündet, die Detektei auch komplett ersetzen zu können – er wird jedoch abgelehnt. Im Unterteil Im Zeichen der Ritter taucht er ebenfalls auf und konkurriert mit den drei Detektiven.

#### Dr. Clarissa Franklin
(im Hörspiel gesprochen von Judy Winter) André Minninger
Dr. Franklin ist eine skrupellose Psychologin, mit der ganz besonders Bob in Verbindung steht. Zum ersten Mal machen die drei Fragezeichen in der Geschichte Stimmen aus dem Nichts mit ihr Bekanntschaft, in der Bob sich von ihr hypnotisieren lässt. In Rufmord ist sie aufgrund ihrer Tablettenabhängigkeit inzwischen selbst in die Psychiatrie gekommen, wo Bob sie besucht – diesmal ist Dr. Franklin sowohl Täter als auch Opfer. Nach ihrer Entlassung aus der Klinik hat Clarissa Franklin in Signale aus dem Jenseits ihren dritten Auftritt. Im Fall Die Spur der Toten taucht sie erneut auf und wird am Ende abermals verhaftet.

#### Wilbur Graham
(im Hörspiel gesprochen von Thomas Bammer) André Marx
Wilbur Graham ist ein unprofessioneller Journalist der Tageszeitung LA Tribune. Er kritisiert die drei Fragezeichen in seinen Artikeln, indem er keine Chance auslässt, den dreien die detektivische Unfähigkeit zu bescheinigen. Erstmals tritt er in Das Erbe des Meisterdiebes auf. Nachdem Brittany das Herz von Justus im Auftrag von Victor Hugenay erobert hatte, mussten die drei Fragezeichen sich dem Spott des Reporters aussetzen. Bei einem Vorfall im Museum schwärzte er die drei Detektive des versuchten Bilderdiebstahls an. Im Fall Feuermond versucht Graham ein Interview mit den drei Fragezeichen zu bekommen, doch es gelingt ihm nicht. Sein Interesse wird jedoch von den Detektiven ausgenutzt, wodurch er ihnen unabsichtlich einen wichtigen Hinweis gibt. Er braucht das Interview für ein Buchprojekt über Hugenay.

#### William M. Grey
(im Hörspiel gesprochen von Urs Affolter) Kari Erlhoff
Mr. Grey ist ein einflussreicher, im Rollstuhl sitzender Geschäftsmann, der sich selbst als 'Napoleon des Verbrechens' bezeichnet und sich damit mit Moriarty, dem Erzfeind von Sherlock Holmes aus Sir Arthur Conan Doyles berühmten Büchern gleichstellt. Mr. Grey glaubt in Justus einen ebenbürtigen Gegner gefunden zu haben und spricht ihn in „Botschaft aus der Unterwelt“ auch als Holmes und Peter und Bob als Watsons an. Durch eine Anmeldung zum Marathon und der Festnahme von Onkel Titus unter falschen Anschuldigungen bringt er Justus dazu, in seinem Sinne zu handeln. Er spielt in den Folgen „Botschaft aus der Unterwelt“ und auch in der „Straße des Grauens“ eine tragende Rolle.

### Weitere Figuren

#### Monique Carrera
(im Hörspiel gesprochen von Amanda Lear) André Minninger
Erst spielt die Französin im Fall … und das Hexenhandy eine zu Unrecht Verdächtigte, im Fall Der Mann ohne Kopf ist sie schließlich die (zweite) Auftraggeberin der drei Fragezeichen (der erste war Justus selbst). Monique ist eine transgender Frau, sie besuchte in ihrer Jugend unter dem Namen Michael Chandler ein Jungeninternat, irgendwann nach dieser Zeit begann sie öffentlich als Frau erkennbar aufzutreten. In Der Mann ohne Kopf singt sie den Song Devil-Dancer (dt. „Teufelstänzer“).

#### Amanda Black
(im Hörspiel gesprochen von Beate Hasenau) Brigitte-Johanna Henkel-Waidhofer
Amanda Black ist eine ehemalige Schauspiellehrerin von Lys de Kerk und leitet jetzt das Hotel Old Star.

#### Mr. Gelbert
(im Hörspiel nur ein Auftritt, in Folge 89, dort gesprochen von Manfred Reddemann)
Mr. Gelbert ist der unfreundliche Chef von Morton und Besitzer der Autofirma Autovermietung Gelbert. Er kann die drei Fragezeichen nicht ausstehen, da er die Ansicht vertritt, sie seien schlecht für seine Firma. Darüber hinaus ärgert es ihn, dass sie für seine Dienste nicht selber zahlen müssen. Er tritt in den Folgen … und der Fluch des Rubins und Tödliche Spur auf. Unter anderem im Booklet des Hörspiels zu Tödliche Spur und im Buch Das Geheimnis der Diva wird aus Mr. Gelbert Mr. Gilbert. Hierbei handelt es sich jedoch um einen Druckfehler.

## Auftritte
Die folgende Tabelle zeigt, in welchen Folgen die Nebenfiguren auftreten. Es gilt die Nummerierung der Bücher, da manchmal Figuren in bestimmten Folgen nur im Buch, jedoch nicht im Hörspiel auftreten. In diesem Fall ist die Folgennummer eingeklammert. Dies gilt nicht für Folgen, die noch nicht als Hörspiel erschienen sind (Stand: August 2011).
Die Figuren sind nach Zeitpunkt des Einstiegs sortiert. Sonderbände, wie die Top Secret Edition, … und die Geisterlampe, und … und der dreiTag werden nicht berücksichtigt.
| Name                | Folgen                                                                     |
| ------------------- | -------------------------------------------------------------------------- |
| Justus Jonas        | 1–                                                                         |
| Peter Shaw          | 1–                                                                         |
| Bob Andrews         | 1–                                                                         |
| Alfred Hitchcock    | 1–46                                                                       |
| Tante Mathilda      | 1–                                                                         |
| Onkel Titus         | 1–                                                                         |
| Morton              | 1–                                                                         |
| Skinny Norris       | 1; (2); 6; (8); 16; 20; 25; (86); 100; (105); 114; 130; 144; 149; 157; 180 |
| Patrick & Kenneth   | 1–56                                                                       |
| Ms Bennett          | (3); (9); (16); (74); 128–129                                              |
| Mr. Gelbert         | (3); 89                                                                    |
| Samuel Reynolds     | 4–57; (84); 114; 116, 153; 166                                             |
| Victor Hugenay      | 1; 4; 8; 73; 103; 125                                                      |
| Mr. Andrews         | 11; (14); 29; 44–82; 149–150; 164; 175                                     |
| Mrs. Andrews        | 1; 2; 5; 42; 82; 149; 150; 186; 199–200                                    |
| Allie Jamison       | 15; 24; 148                                                                |
| Professor Barrister | 15; (19); 21; 27; (153); (175); (216)                                      |
| Albert Hitfield     | 30, 37, 77; 52 (als Hector Sebastian)                                      |
| Arnold Brewster     | 40; 159; (175)                                                             |
| Kelly Madigan       | 49–                                                                        |
| Ty Cassey           | 49; (51–53); (55)                                                          |
| Inspektor Cotta     | 49, 56 (als Sergeant Cota); 57–                                            |
| Elizabeth Zapata    | 55; (56–60); 62; (70–71); (73); (96)                                       |
| Lys de Kerk         | (55–56); 57; (59–60); 61–62; (71–73); 77; (96)                             |
| Amanda Black        | 61; 72                                                                     |
| Inspektor Kershaw   | 73; 110; 150                                                               |
| Clarissa Franklin   | 76; 96; 188; 224                                                           |
| Jelena Charkova     | 84; 95; 100; 121; (124); 142                                               |
| Lesley              | 92; (105); 116                                                             |
| Monique Carrera     | 99; 104                                                                    |
| Brittany            | 101; 125                                                                   |
| Wilbur Graham       | 101; 125                                                                   |
| Dick Perry          | 102; 124                                                                   |
| Rubbish George      | (105); 125; 126; 152; 200                                                  |
| Kenny Cinelly       | 146; 153                                                                   |
| Laura Stryker       | 95; 187                                                                    |